# Tomasz Wituch
Tomasz Wituch (ur. 17 listopada 1942 w Warszawie) – polski historyk i nauczyciel akademicki. Specjalizuje się w historii Włoch i historii Turcji oraz najnowszej historii Europy.

## Życiorys
W 1966 ukończył studia magisterskie w Instytucie Historycznym Uniwersytetu Warszawskiego. Tam też obronił pracę doktorską w 1972 oraz habilitował się w 1982. Tytuł naukowy profesora nauk humanistycznych otrzymał 2 stycznia 2002.
Od 1966 zatrudniony w IH UW, od 1991 do 2009 na stanowisku profesora nadzwyczajnego. W latach 1996–1999 członek kolegium redakcyjnego Dziejów Najnowszych. W latach 1999–2002 wiceprzewodniczący Rady Naukowej IH UW. Od 1990 członek Komitetu Badań Orientalistycznych Polskiej Akademii Nauk. Obecnie profesor zwyczajny w Instytucie Stosunków Międzynarodowych Akademii Marynarki Wojennej w Gdyni (od 2009) i kierownik Katedry Europeistyki Wydziału Historycznego Akademii Humanistycznej w Pułtusku.
Został członkiem władz Stronnictwa Narodowo-Demokratycznego.

## Najważniejsze prace
- Galeazzo Ciano, Dziennik 1937-1943 (tłum. i oprac. naukowe)
- Garibaldi (Cykl biograficzny Ossolineum), 1983
- Historia Portugalii w XX wieku, 2000
- Kanał Sueski
- Od Trypolisu do Lozanny. Polityka Włoch wobec Turcji i Bliskiego Wschodu w latach 1912-1922
- Terytoria sporne w Europie po roku 1815
- Tureckie przemiany. Dzieje Turcji 1878-1923
- Zjednoczenie Włoch, 1987